# 英国财政部

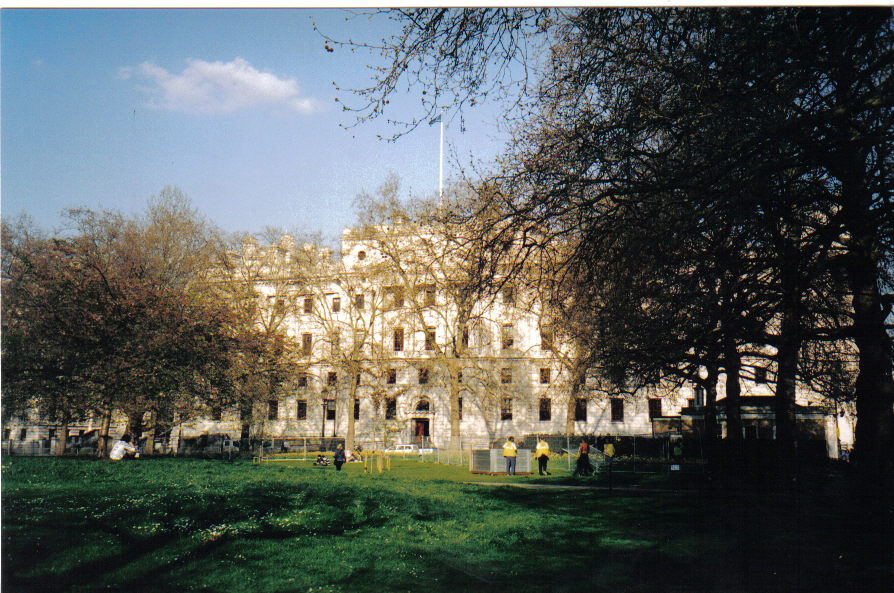
从圣詹姆士公园望財政部

國王陛下財政部（英語：His Majesty's Treasury），通稱英国財政部（HM Treasury），簡稱財政部（The Treasury），是负责开展和执行英国政府的公共财政政策和经济政策的英国政府部门。

## 历史
英格兰財政部似乎在亨利一世在位时的1126年左右开始存在，可以說，現代行政部門始自於英國財政部。財政部由宫廷中产生，作为国王保持其财富的场所而服务。財政部的首長被叫作財務大臣（Lord Treasurer）。在都铎时代开始时，財務大臣变为主要国务官之一，并为首要地位与大法官竞争。
在1667年查理二世任命乔治·唐宁（唐宁街的建造者）从根本上改革財政部和税收。
在17世纪初期，財政部不时被托付给一个委员会，而不是一个单独的个人，在1714年后，它总是在一个委员会中。委员们作为財政官（Lords of the Treasury）被提及，并被给予基于资历的数字。终于，第一財政大臣作为政府的当然首脑出现了，并且从罗伯特·沃波尔开始被非正式地称为首相。在1827年前，当第一財政大臣是一位平民时，他也担任財政大臣的职位，而当第一大臣是一位贵族时，第二大臣通常将担任財政大臣。自1827年以来，財政大臣总是第二財政大臣。

## 发行票券
在英国钞票通常由英格兰银行和一些商业银行发行。在第一次世界大战初期，1914年通货和银行票据法案被通过，它赋予財政部在英国发行面值1镑和10先令票券的临时权力。財政部票券有完全的法定货币地位，并可通过英格兰银行被兑换成黄金。不寻常的是，这些票券以英皇佐治五世的形象为特征——而直到1960年英格兰银行所印制的钞票才出现君主的形象。在每张票券上的措辞是大不列颠和爱尔兰联合王国——此通货系法定货币得用于一切支付款项——陛下財政部专员据国会法案之授权发行。
此票券持续发行直到1928年，这时1928年通货和银行票据法案使钞票发行权重归银行。

## 党鞭
一些政府党鞭的名字也与国库有联系：首席黨鞭在名义上是財政部國會秘書，并且传统上拥有在唐宁街12号的办公室。一些其他党鞭在名义上是財政部專員，虽然他们都是下议院的议员。这导致下议院议员中的政府前席以「国库席」（Treasury Bench）而为人所知。然而，自从党鞭不再在国库具有任何有效的内阁位置以来，他们通常不被列为財政部長。

## 財政部大臣

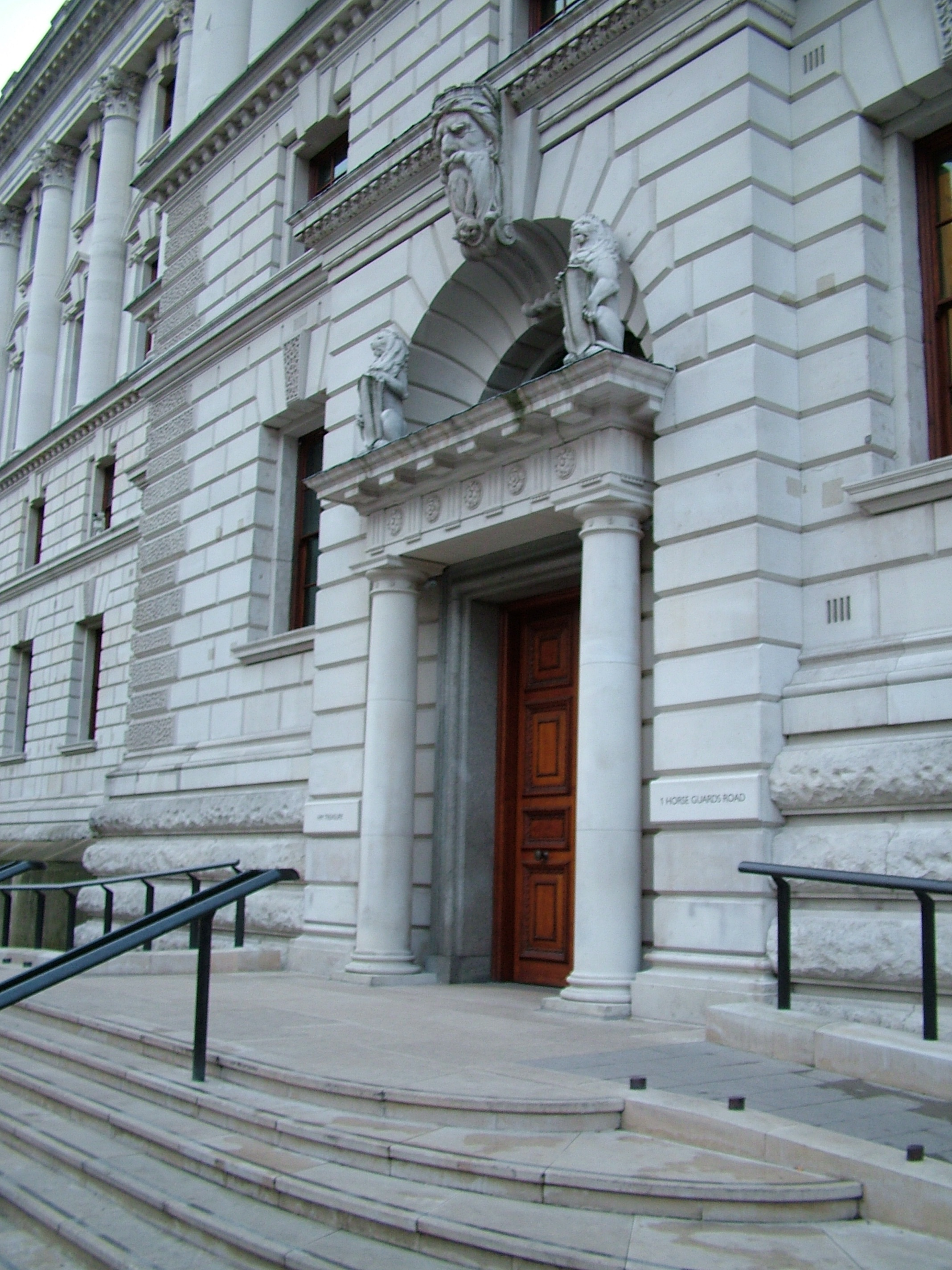
財政部的东侧大门

截至2025年1月，主要大臣如下：

### 在英皇陛下的財政部供職者
- 財政大臣——李韻晴議員
- 財政部首席秘書——鍾德麟（英语：Darren Jones (politician)）議員
- 財政部金融事務秘書——斯賓塞·利佛摩（英语：Spencer Livermore, Baron Livermore）勳爵
- 財政部經濟事務秘書——艾瑪·雷諾茲（英语：Emma Reynolds）議員
- 財政部庫務秘書（英语：Exchequer Secretary to the Treasury）——詹姆斯·莫瑞議員
- 財政部政務次官——托斯滕·貝爾（英语：Torsten Bell）議員

### 與英皇陛下的財政部有關之其他官員
- 第一財政大臣兼首相——施紀賢議員
- 財政部國會秘書兼下議院首席黨鞭——簡柏邦議員

## 公務員管理層

### 財政部常任秘書長
財政部常任秘書長通常被視為英國公務員隊伍中第二最具影響力的人物；最近两位任职者已离开转任内阁秘书这唯一高于此职位的职位。
歷任列表
- 詹姆斯·鮑勒（英语：James Bowler (civil servant)）（2022年～至今）
- 湯姆·斯拉（英语：Tom Scholar）爵士（2016年～2022年）
- 尼古拉斯·麦克弗森爵士（2005年～2016年）
- 古斯·奥唐奈尔爵士（2002年～2005年）
- 安德鲁·特恩布尔爵士（1998年～2002年）
- 特伦斯·伯恩斯爵士（1991年～1998年）
- 彼得·米德尔顿爵士（1983年～1991年）
- 道格拉斯·瓦斯爵士（1974年～1983年）
- 道格拉斯·艾伦爵士（1968年～1974年）
- 威廉·阿姆斯特朗爵士（1962年～1968年）
- 劳伦斯·海尔斯比爵士（1963年～1968年）
- 诺曼·布鲁克爵士（1956年～1963年）
- 弗兰克·李爵士（1960年～1962年）
- 罗格·马金斯爵士（1956年～1959年）
- 爱德华·布里奇斯爵士（1945年～1956年）
- 理查德·霍普金斯爵士（1942年～1945年）
- 霍拉斯·威尔逊爵士（1939年～1942年）
- 瓦伦·菲什尔爵士（1919年～1939年）
- 罗伯特·查尔墨斯爵士（1916年～1919年）
- 乔治·穆雷爵士（1903年～1911年）
- 弗兰西斯·墨瓦特爵士（1894年～1903年）

### 財政部第二常任秘書長
現任第二常务次官是貝絲·拉塞爾（英語：Beth Russell）。以2007年6月以来的影响，政府经济管理机构首长一职由財政部宏观经济和财政政策管理主任达夫·拉姆斯登和商业、企业和监管改革部首席经济学家维奇·普莱斯兼任。政府经济管理机构的前任首长是尼克·斯特恩爵士。政府经济管理机构的成员的管理支持由政府团队中的经济学家提供，其位于財政部大楼。

## 財政部相關機構
行政機構
- 英國國債管理署（英语：Debt Management Office (United Kingdom)），向經濟秘書彙報
- 國家儲蓄及投資銀行，向經濟秘書彙報

其他部門
- 稅務海關總署，屬於非內閣部門並由庫務秘書（英语：Exchequer Secretary to the Treasury）負責
  - 物業估價署（英语：Valuation Office Agency），英皇陛下稅務海關總署的行政機構
- 預算責任辦公室（英语：Office for Budget Responsibility），屬於非部門的公營機構
- 稅務簡化辦公室（英语：Office of Tax Simplification），獨立於財政部
- 皇家鑄幣廠，向金融秘書彙報
- 英國政府投資公司（英语：UK Government Investments）